# Beleg van Cádiz
Het Beleg van Cádiz was een langdurig beleg van de Spaanse havenstad Cádiz door het Franse Keizerrijk dat tussen 1810 en 1812 plaatsvond tijdens de Spaanse Onafhankelijkheidsoorlog. De Spanjaarden werden tijdens de belegering bijgestaan door een leger van Britse soldaten en wisten de belegering te doorstaan. Daarmee is Cádiz de enige stad van het continentale Europa dat een belegering van het leger van Napoleon wist te overleven.

## Achtergrond
In mei 1808 kwam de Spaanse bevolking in opstand tegen de Franse bezetting van hun land en in nasleep hiervan werden Spaanse legers opgericht die verslagen werden door de Fransen. Ook de Britten zagen in de Spaanse opstand een kans en stuurde in mei 1808 een vloot naar Cádiz om daar te patrouilleren. Aangemoedigd door de Britse aanwezigheid wisten de Spaanse troepen in de stad het aanwezige Franse vlooteskader te veroveren.
Nog in 1808 ging Napoleon in de tegenaanval en in december van dat jaar nam hij Madrid in. De Britten waren inmiddels gearriveerd op het Iberische schiereiland en Wellington behaalde in 1809 een overwinning op de Fransen in de Slag bij Talavera. De Franse maarschalk Soult wist op zijn beurt in november 1809 een grote overwinning te behalen op de Spanjaarden in de Slag bij Ocaña. Door deze overwinning lag de weg naar zuidelijk Spanje open voor de Franse legers.

## Aanloop
In januari 1810 trok Soult dan ook op naar Andalusië en veroverde hij Sevilla. De Hoogste Centrale Junta wisselde Sevilla hierop in voor Cádiz. Door de verovering van Sevilla hadden de Fransen ook de enorme oorlogsmagazijnen van de Spanjaarden veroverd. De Spanjaarden vreesden vervolgens de Franse aanval op Cádiz en de hertog van Alburquerque, José de Miguel de la Cueva, blies de enige brug naar de stad op nadat hij deze was overgetrokken met zijn leger. Vervolgens legde hij batterijen aan om te voorkomen dat de Fransen een eigen brug zouden kunnen bouwen.

## Beleg

### Start van het beleg
Voor een succesvol beleg had het Franse leger ook schepen nodig, maar keizer Napoleon weigerde deze aanvankelijk te leveren. Hierop begon het Franse leger zich in te graven. De junta in Cádiz nodigde op zijn beurt de Britten uit om troepen te stationeren in de stad. In totaal verscheepten ze 3.000 soldaten naar de stad en ze stelden Henry Wellesley aan als hun diplomaat ter plekke. Voor de militaire zaken werd generaal Thomas Graham naar Cádiz gestuurd en deze kwam in maart 1810 aan.
Op het Isla de Leon had de Franse maarschalk Victor een belegeringslinie van 25 mijl aangelegd waarmee de stad van het vasteland werd afgesloten. Daarnaast had hij een netwerk van kustwachten die hem informeerden over de komst en het vertrek van Britse schepen in de haven. Net zoals in de stad kampte het Franse leger met een voedselprobleem. De lokale bevolking verstopte al het aanwezige voedsel voor de Franse soldaten.

### Slag bij Barrosa

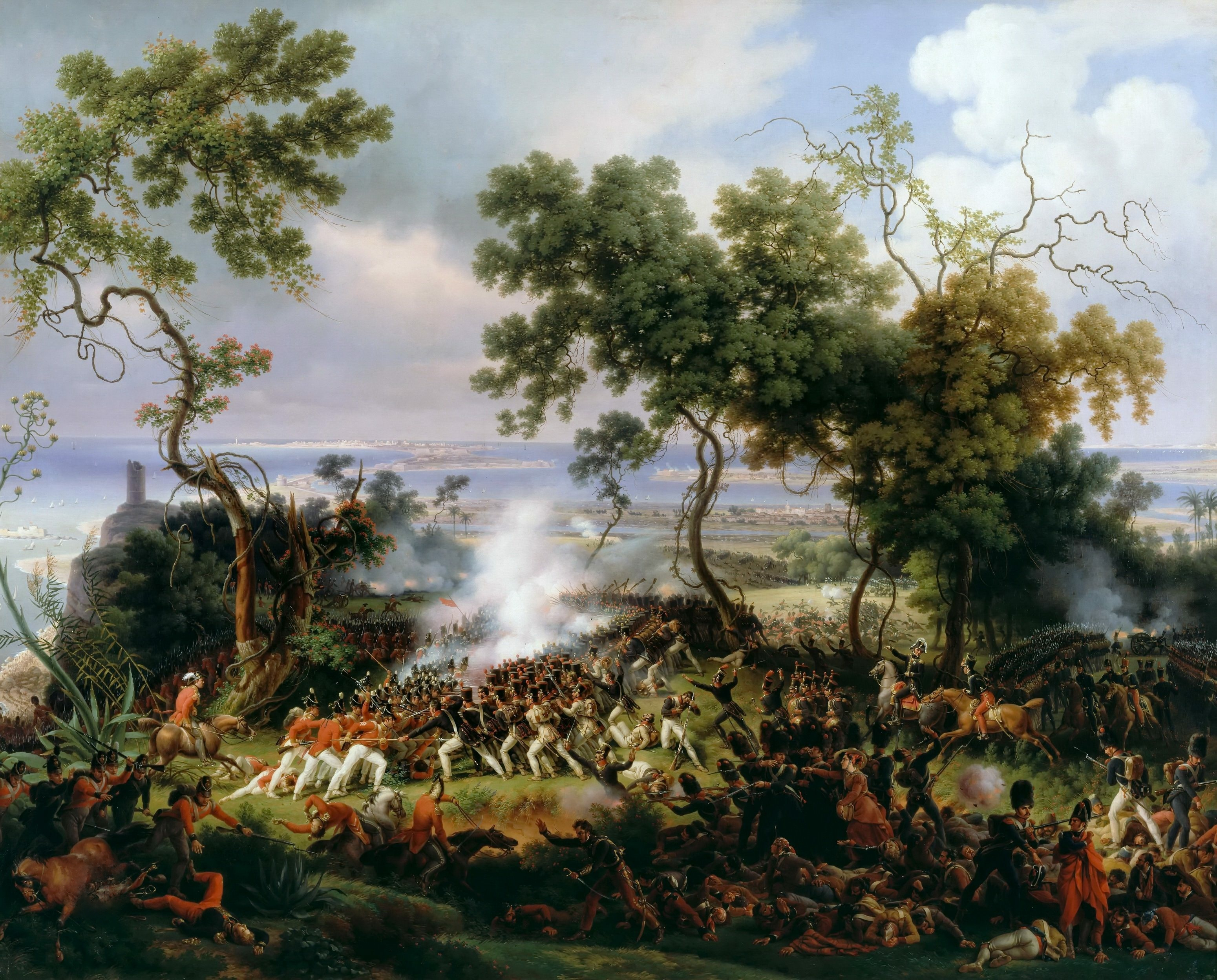
De slag bij Barossa met Cádiz op de achtergrond, geschilderd door Louis-François Lejeune.

In februari 1811 was Victor genoodzaakt om een gedeelte van zijn troepen naar Portugal te sturen voor de strijd van de Fransen tegen het Britse leger van Wellington. Wel werd zijn leger versterkt met ingenieurs die eindelijk begonnen met de bouw van de boten die benodigd waren voor een aanval op Cádiz. Dit noodzaakte de verdedigers voor een uitval. Doordat het merendeel van de troepen uit Spanjaarden bestond kon de Spaanse overheid afdwingen dat deze aanval onder leiding stond van Manuel Lapeña. Deze aanval leidde op 28 februari tot de Slag bij Barrosa en uiteindelijk waren de Fransen genoodzaakt het slagveld te verlaten. Lapeña zette niet de achtervolging in toen de Fransen zich terugtrokken en daardoor veranderde deze veldslag weinig voor het beleg.
In de nasleep van deze veldslag publiceerde Lapeña een verslag over deze veldslag en hierin plaatste hij ook diverse persoonlijke aanvallen op Graham. Deze vroeg om excuses, die hij ook uiteindelijk kreeg en begin 1812 verliet Graham Cádiz en voegde zich bij Wellington.

### 1812
In het begin van 1812 stuurde Soult vanuit Sevilla mortieren richting Cádiz in de hoop om de stad te kunnen bombarderen. Tegelijkertijd moesten regimenten van de legers van Soult en Victor verlaten om deel uit te gaan maken van de Grande Armée dat naar Rusland zou trekken. In de zomer van 1812 was Wellington verder opgerukt in Spanje en had hij Madrid bereikt. Om de stad te beschermen stuurde koning Jozef Bonaparte de orders dat alle Franse troepen Andalusië dienden te verlaten. Op 25 augustus 1812 werd het beleg opgebroken.

## Nasleep
Ondanks het vertrek van de Franse troepen uit Cádiz zou het nog twee jaar duren voor de Franse soldaten Spanje volledig hadden verlaten.

## In populaire cultuur
Het beleg van Cádiz wordt uitgebreid beschreven in het boek Sharpe's Fury van de Britse schrijver Bernard Cornwell. Ook vormt het beleg het decor van Arturo Pérez-Reverte's roman El asedio.